# Claudio Correnti
Claudio Correnti (né le 12 mars 1941 à Orzinuovi, en Lombardie) est un footballeur italien et dirigeant sportif.

## Biographie
Claudio Correnti évolua au milieu de terrain. Il fut formé au Associazione Calcio Crema 1908 (it), puis il fut joueur. 
Il joua AC Reggiana, remportant deux Serie C1 en 1964 et en 1967. Il joua entre-temps à l'AC Mantova. De 1966 à 1969, il joua à l'AS Bari, puis de 1969 à 1978, il joua à Côme Calcio 1907, terminant deuxième de D2 italienne en 1975.
Après sa carrière de footballeur, il retourna dans sa ville natale, Orzinuovi, et devint président d'un club de la ville durant les années 1980, Orceana Calcio (it).

## Clubs
- 1959-1960 : Associazione Calcio Crema 1908 (it)
- 1960-1964 : AC Reggiana
- 1964-1965 : AC Mantova
- 1965-1966 : AC Reggiana
- 1966-1969 : AS Bari
- 1969-1978 : Côme Calcio 1907

## Palmarès
- Championnat d'Italie de football D2
  - Vice-champion en 1975
- Championnat d'Italie de football Serie C1

- - Champion en 1964 et en 1967